# Wienertscher Hof

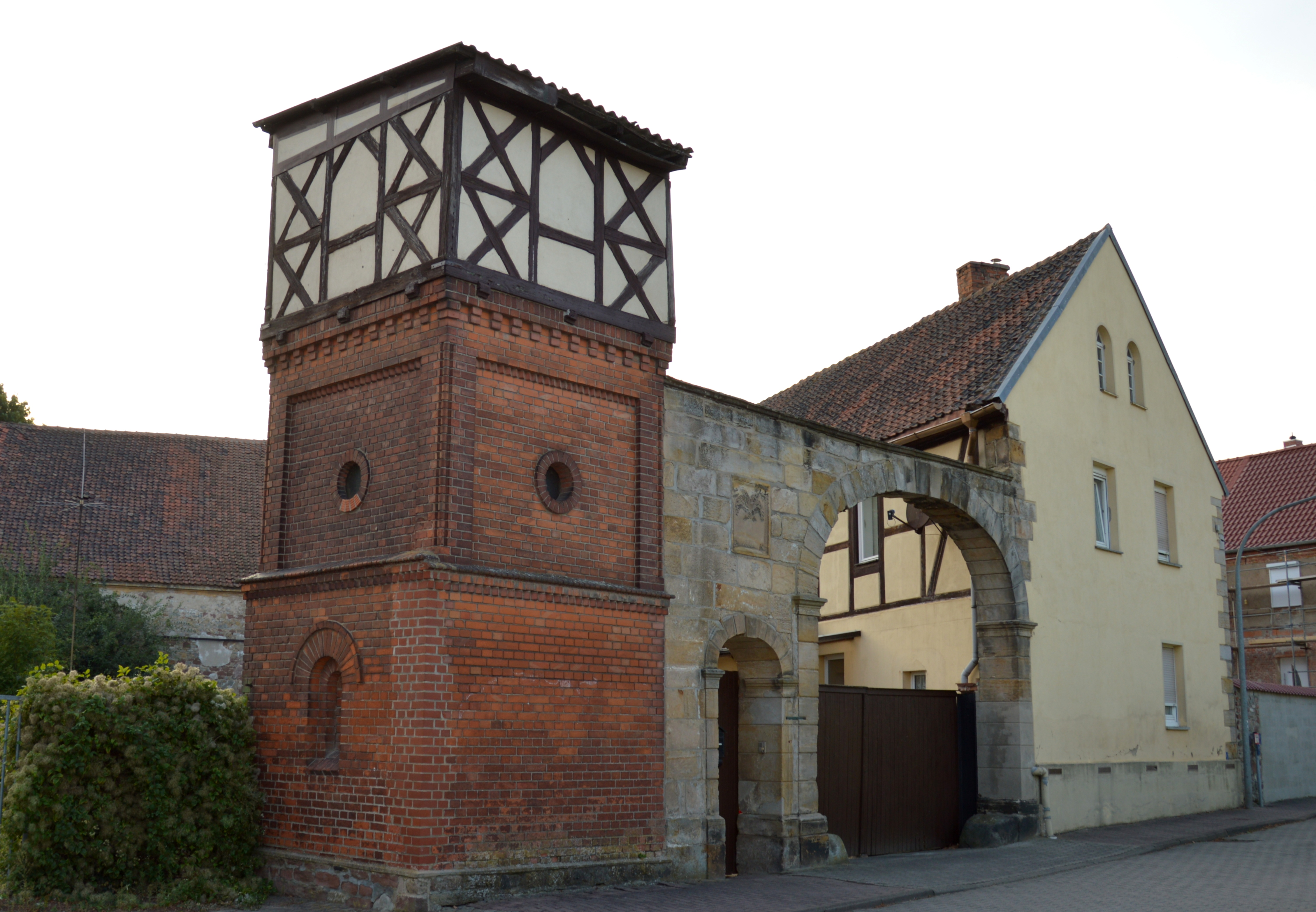
Wienertscher Hof

Der Wienertsche Hof ist ein denkmalgeschützter Bauernhof im zur Gemeinde Eilsleben in Sachsen-Anhalt gehörenden Dorf Drackenstedt.

## Lage
Der Bauernhof befindet sich im südwestlichen Teil des Dorfes auf der Westseite der Kleinen Straße an der Adresse Kleine Straße 4, 8, 9.

## Architektur und Geschichte
Der Hof wird bereits im Dreilebener Erbbuch aus dem Jahr 1668 erwähnt. Zu diesem Zeitpunkt gehört der Hof dem Kossaten Drewes Hagedorn. Es bestand ein neues Haus. Die damalige Eintragung im Erbbuch lautet: Hauß und Hoff, hat ein newes Hauß, mangelt Scheune und Stelle, von der Kirche umb 16. Pf. Zinß ist 1 gge. 1/2 Hufe Von dem Herrn zu St. Nicolai in Magdeburg zum Erbenzinß umb 9 gge 6 pf. Später gehörte der Hof Hennig Gödicke und wurde als Gödikscher Kossatenhof bezeichnet. Noch später gehörte er der Familie Wienert, woraus sich der Name Wienertscher Hof ergibt. Bis etwa zum Jahr 1855 befand sich der Hof im Eigentum der Familie Giesecke. 1910 war der Bauernhof mit dem Zimmermannschen Stammhof unter demselben Eigentümer vereinigt.
Bemerkenswert ist der an der Kleinen Straße stehende historische Torbogen. An seiner Südseite befindet sich ein Turm, dessen oberstes Geschoss als Fachwerkaufsatz ausgeführt ist. Auch das nördlich hiervon befindliche, zur Straße giebelständige Wohnhaus, weist im Obergeschoss Fachwerk auf.
Im örtlichen Denkmalverzeichnis ist der Bauernhof unter der Erfassungsnummer 094 97321 als Baudenkmal verzeichnet.